# Costa Barros
Costa Barros é um bairro da Zona Norte do município do Rio de Janeiro, no Brasil. Faz limites com os bairros Pavuna, Anchieta, Guadalupe e Barros Filho. Seu índice de desenvolvimento humano (IDH), no ano 2000, era de 0,713, o 125º colocado entre 126 regiões analisadas no município do Rio de Janeiro, melhor apenas que o Complexo do Alemão.

## História
Com o passar do tempo, Costa Barros viu crescer muito a sua população, mas, também, os problemas relacionados ao tráfico de drogas. Hoje, há no bairro dois complexos de favelas: o Complexo do Chapadão e o Complexo da Pedreira. Integram esses dois complexos (que também ocupam partes de bairros vizinhos a Costa Barros, como Barros Filho, Guadalupe, Anchieta e Pavuna) favelas como Chapadão, Pedreira, Quitanda, Lagartixa, Chaves, Joana d'Arc, Proença Rosa, Eternit, Terrinha, Gogó da Ema, Cova da Onça, Final Feliz de Anchieta e Final Feliz da Pavuna. As disputas pelo controle do tráfico entre facções rivais por meio de intensos confrontos armados nos complexos formados por essas e outras favelas fazem da região de Costa Barros uma das mais violentas do Grande Rio.

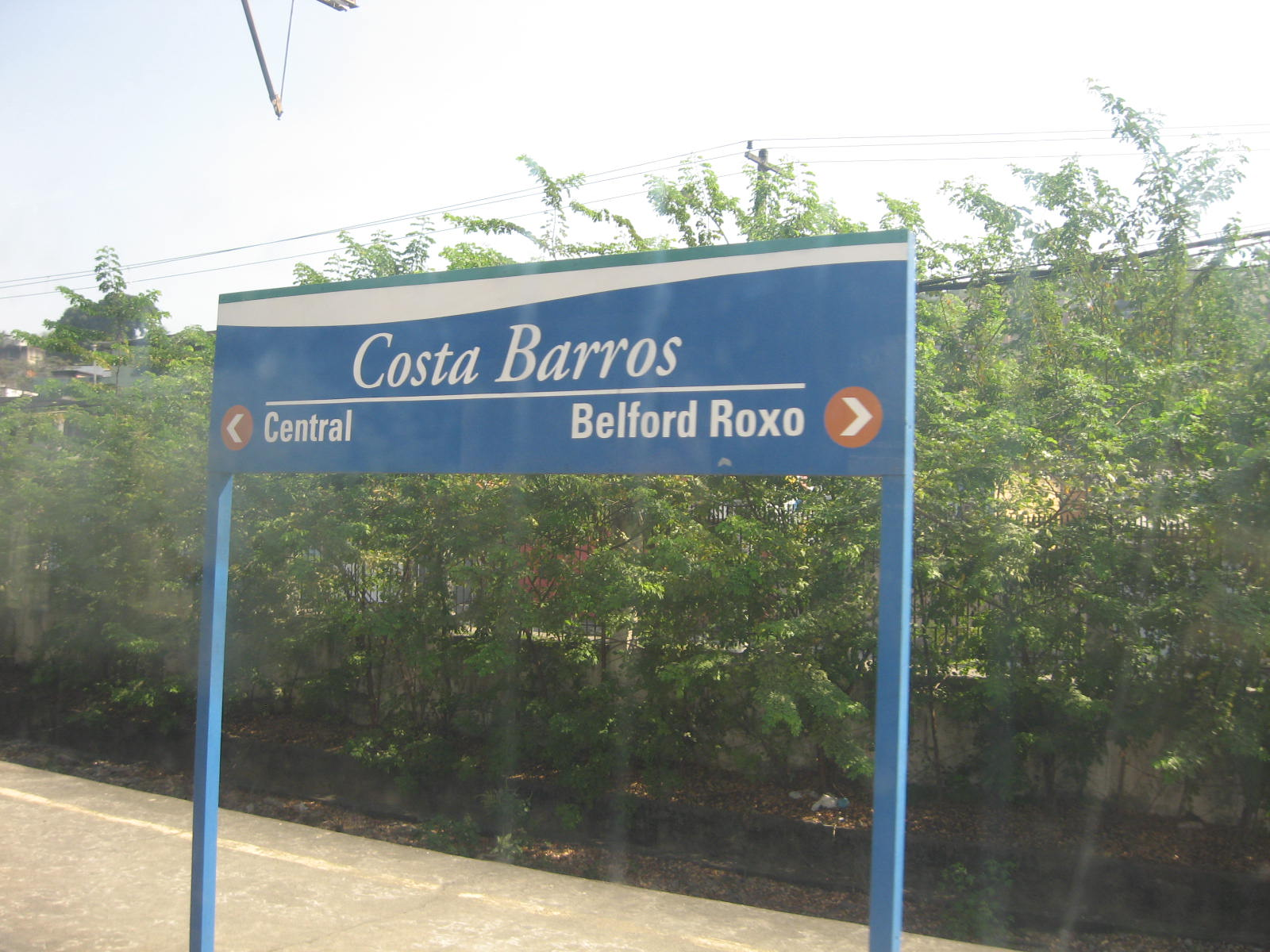
Placa na estação de trem do bairro

## Educação
Conta com as escolas municipais Frota Pessoa, Professor Escragnolle Doria, Anton Makarenko, Rubens Gomes, Raul Seixas, Escultor Leão Velloso (entre a Pavuna e Costa Barros), Prefeito Marcos Tamoio, José Pedro Varella, Thomás Jefferson e Fernando Rodrigues da Silveira.

## Transportes
O bairro é bem servido de transportes durante o dia, com a Estação Costa Barros, que é uma das paradas do Ramal Belford Roxo da Supervia, e também por uma linha de ônibus regular para o Centro (385 - atualmente inativa), uma para a Grande Tijuca (SVB665 - atualmente inativa), duas para o bairro de Cascadura, passando por Madureira (773 (com horários irregulares) e 778), e uma para o bairro de Bonsucesso, passando por Irajá e Penha (920). Seus principais acessos são as estradas do Botafogo e Camboatá, e a Rua José Arantes de Mello. Todos os transportes públicos, no entanto, encerram seus serviços antes da meia-noite (a operação da linha 773 termina às 21:00 horas).